# Hurrikan Lenny
Der Hurrikan Lenny, kurz Lenny, war der zwölfte tropische Sturm, achte Hurrikan und fünfte schwere Hurrikan während der atlantischen Hurrikansaison 1999. Lenny war der stärkste atlantische Hurrikan, der je in einem November aufgezeichnet wurde und ziemlich unüblich wanderte er von Westen nach Osten durch die Karibik.
Lenny verursachte schwere Regenfälle auf den Inseln über dem Winde, die nur einen Monat zuvor durch Hurrikan Jose getroffen worden waren und verursachte damit noch mehr Schäden in dem Gebiet, das sich noch von den Auswirkungen durch Hurrikan Georges des Jahres 1998 erholte.

## Sturmverlauf

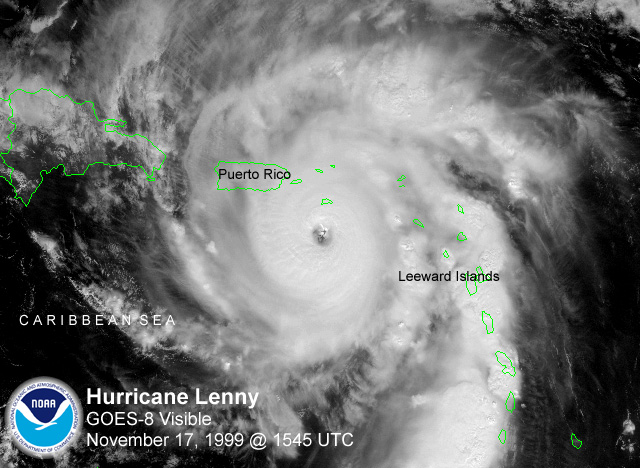
Lenny bei höchster Intensität am 17. November 1999 südlich von St. Croix

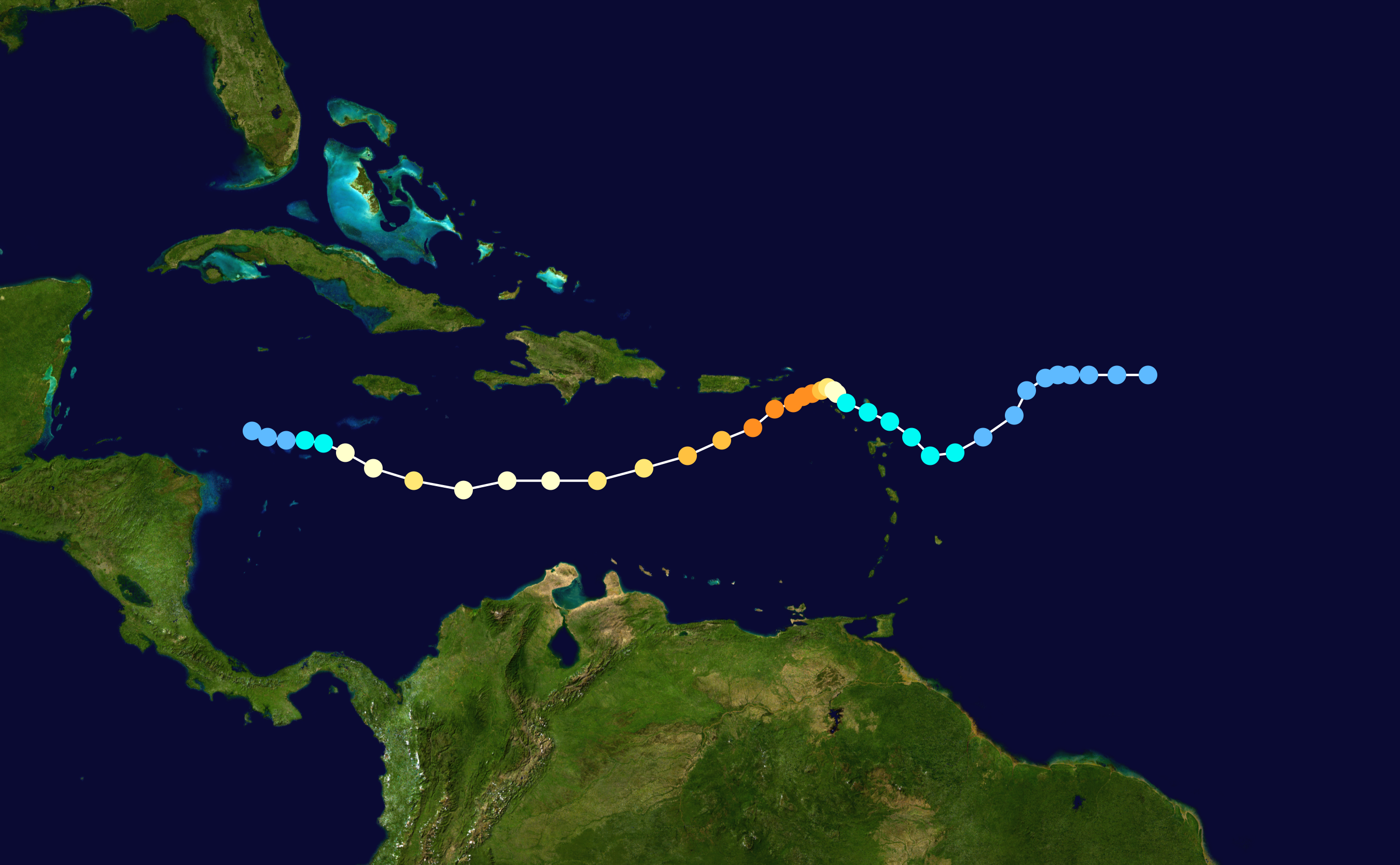
Zugbahn von Hurrikan Lenny.

Ein ausgedehntes Tiefdruckgebiet hatte sich am 8. November in der südwestlichen Karibik gebildet. Es zog langsam in nördlicher Richtung und organisierte sich allmählich mit Hilfe von wärmeren Wassertemperaturen und leichter Windscherung in der Höhe. Am 13. November hatte sich die Störung soweit organisiert, dass sie 300 Seemeilen westsüdwestlich von Kingston, Jamaika als Tropisches Tiefdruckgebiet Sechzehn klassifiziert wurde. Die Bedingungen waren für die Sturmentwicklung vorteilhaft und am 14. November wurde das Tiefdruckgebiet zum Tropischen Sturm Lenny aufgestuft.
Lenny zog in ostsüdöstlicher Richtung. Diese Bewegung war teilweise durch den südlichen Teil eines Troges über dem westlichen Atlantischen Ozean bedingt. Am 15. November intensivierte sich Lenny südlich von Jamaika zu einem Hurrikan und erreichte die Kategorie 2 auf der Saffir-Simpson-Hurrikan-Windskala später an diesem Tag. Der kleine innere Kern wurde aber durch Änderungen der Umgebungseinflüsse gestört und Lenny schwächte sich zu einem schlecht ausgebildeten Kategorie-1-Hurrikan ab.
Der innere Kern erneuerte sich am 16. November und Lenny intensivierte sich über der nordöstlichen Karibik rapide zu einem Kategorie-4-Hurrikan mit Windgeschwindigkeiten von 250 km/h, bevor er am 17. November über Saint Croix hinwegzog. Eine Hochdruckkette im Westen und eine weitere im Norden zwangen den Hurrikan zwischen dem 17. und 19. November über die Inseln über dem Winde hinweg. Upwelling schwächte Lenny ständig, als er am 18. und 19. November in ostsüdöstlicher Richtung über die Inseln St. Martin, Anguilla, Saint-Barthélemy und Antigua hinwegzog. Als er die Inseln zurückgelassen hatte, schwächten Scherwinde in der Höhe und eine kühle Oberflächenwassertemperatur Lenny ab, am 19. November zunächst zu einem tropischen Sturm und am 21. November im offenen Atlantischen Ozean zu einem tropischen Tiefdruckgebiet. Lenny zog dann in nordöstlicher Richtung und löste sich weitab vom Festland am 23. November auf.
Hurrikan Lenny, der auch als „Wrong Way Lenny“ (auf Deutsch in etwa: „Geisterfahrer-Lenny“) bezeichnet wird, war in verschiedener Hinsicht ungewöhnlich. Er durchquerte die Karibik von Westen nach Osten, genau umgekehrt zu der üblichen Zugweise atlantischer Hurrikane. Tatsächlich handelte es sich um das erste Mal, dass in der 113-jährigen Geschichte der Hurrikanbeobachtungen im atlantischen Becken eine solche Zugbahn aufgezeichnet wurde. Der letzte Hurrikan, der die westlichen Inseln der Kleinen Antillen traf, war Hurrikan Klaus während der Hurrikansaison 1984.
Lennys Höhepunkt mit Windgeschwindigkeiten von 250 km/h blieb knapp unterhalb der Kategorie 5 auf der Saffir-Simpson-Hurrikan-Windskala und Lenny wurde zum stärksten je aufgezeichneten November-Hurrikan im atlantischen Becken.
Lenny war der fünfte Hurrikan, der während der Saison 1999 Kategorie 4 erreichte und brach damit den Rekord für die Zahl der Stürme, die innerhalb einer Saison in dieser Stärke auftreten. (Dieser Rekord wurde später während der Hurrikansaison 2005 eingestellt.)

## Vorbereitungen
Es war vorausgesagt worden, dass Lenny die Leeward Islands als Hurrikan der Kategorie 3 überqueren würde und die Inselbewohner waren von der Intensivierung in die Kategorie 4 überrascht. Für den größten Teil der Inselkette wurden einen Tag vor der Ankunft des Sturmes Hurrikanwarnungen ausgegeben. Zur Vorbereitung auf die Rettungs- und Aufräumarbeiten wurden Einsatzteams der FEMA nach Puerto Rico und den Amerikanischen Jungferninseln gebracht. Diese brachten Mediziner, 6000 Rollen Abdeckplanen, 112 Stromerzeugungsaggregate und 90.000 Gallonen Trinkwasser mit sich.

## Auswirkungen
| Staat/Gebiet | Tote |
| ------------ | ---- |
| Kolumbien    | 02   |
| Saint Martin | 03   |
| Guadeloupe   | 05   |
| Martinique   | 01   |
| Auf See      | 06   |
| Gesamt       | 17   |

Insgesamt werden Hurrikan Lenny 17 Tote zugeschrieben. Die Winde der Kategorie 4 verursachten weitverbreitete Zerstörungen im Bereich des nordöstlichen Karibischen Meeres und die Schäden summierten sich auf 330 Millionen US-Dollar, soweit Territorien der Vereinigten Staaten betroffen waren.

### Kolumbien
In der Frühphase des Hurrikans verursachte Lenny hohe Wellen an der Küste der Guajira-Halbinsel in Kolumbien. Zwei Segler wurden getötet, als ihre Yacht im Süden des Karibischen Meeres verloren ging. An der Küste überflutete Lenny 1200 Häuser und machte 540 Menschen obdachlos. Außerdem verursachte der Sturm Ernteschäden.

### Puerto Rico

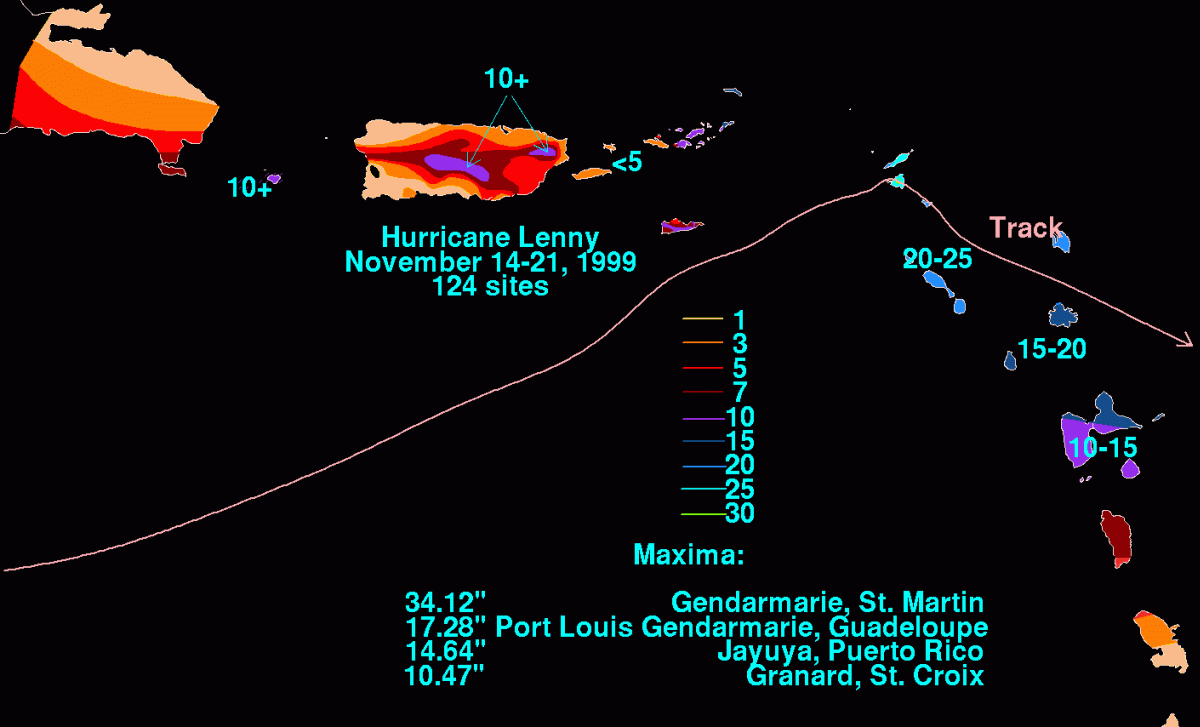
Niederschlagsmengen durch Lenny

Puerto Rico wurde trotz der ursprünglichen Voraussagen ein direkter Treffer erspart. Die äußere Bandstruktur verursachte jedoch heftige Regenfälle, die sich in Jayuya auf 372 mm summierten, wodurch Schlammlawinen im Südwesten der Insel verursacht wurden. Mehr als 4700 Bewohner waren in Notunterkünften, 80.000 fehlte elektrische Energie und für 100.000 Inselbewohner gab es kein sicheres Trinkwasser.

### Inseln über dem Winde

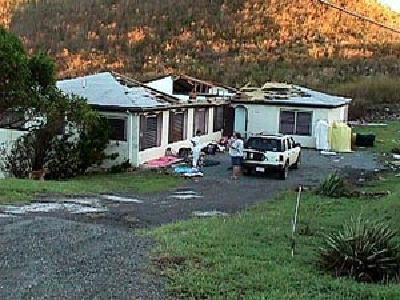
Schäden auf den Amerikanischen Jungferninseln

Auf seinem Weg über die Inseln über dem Wind hinweg traf Lenny zunächst Saint Croix. Die ungeschützte südwestliche Seite der Insel litt stundenlang unter heftigem Regen, dessen Menge sich auf 200 mm belief, Windgeschwindigkeiten von 250 km/h, starkem Wellengang und einer 4,5 m hohen Brandung. Der Wind und der Regen wirkten sich hauptsächlich auf die Landwirtschaft aus. Im Norden der Insel sanken viele Boote oder wurden abgetrieben. Obwohl die Schäden groß waren, kam es nicht zu extremen Schäden oder Todesfällen.
Lenny traf dann St. Martin, Anguilla, Saint-Barthélemy und Antigua. Auf diesen Inseln fielen immense Regenmassen, die auf St. Martin 700 mm erreichten. Daraus resultierende Erdrutsche zerstörten viele Häuser. Die ausgedehnte Brandung, starke Winde und 3,5 m hohe Wellen verursachten auf der westlichen Seite der Inseln deutliche Küstenerosionen. Diese Seite ist üblicherweise von Hurrikanen wenig beeinflusst. Landwirtschaft, Fischereiwesen und der Tourismus wurden auf diesen Inseln geschädigt.

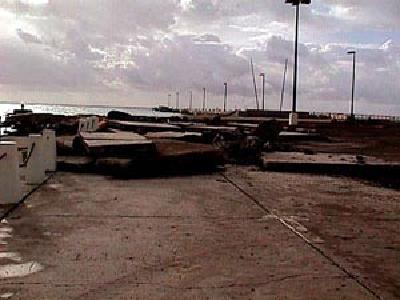
Schäden am Pier von Frederiksted in St. Croix

Aufgrund seines großen Windfeldes hatte Lenny auch Auswirkungen auf Guadeloupe, Dominica, St. Lucia, St. Vincent, die Grenadinen, Barbuda, Martinique und Montserrat. Sechs Meter hohe Wellen trafen auf die Inseln und beschädigten Gebäude. Heftiger Regen und starke Winde verursachten auf diesen Inseln insgesamt sechs Tote. Auf Dominica wurden die Hotels an der Westküste schwer beschädigt, 35 % der Bananenernte gingen verloren und 40 % der Küstenstraßen wurden weggespült. Auf Barbuda wurde 95 % der Ernte vernichtet und 65 % der Insel war überflutet.

## Folgen
US-Präsident Bill Clinton erklärte nach dem Sturm für die Amerikanischen Jungferninseln den Ausnahmezustand, was den Inselbewohnern die Inanspruchnahme von US-Bundeshilfen ermöglichte.
Der Name Lenny wurde im Frühjahr 2000 von der World Meteorological Organization von der Liste der Namen tropischer Wirbelstürme gestrichen und wird nie wieder für einen atlantischen Hurrikan verwendet. Für die atlantische Hurrikansaison 2005 wurde der Name durch Lee ersetzt.